# 五劫院

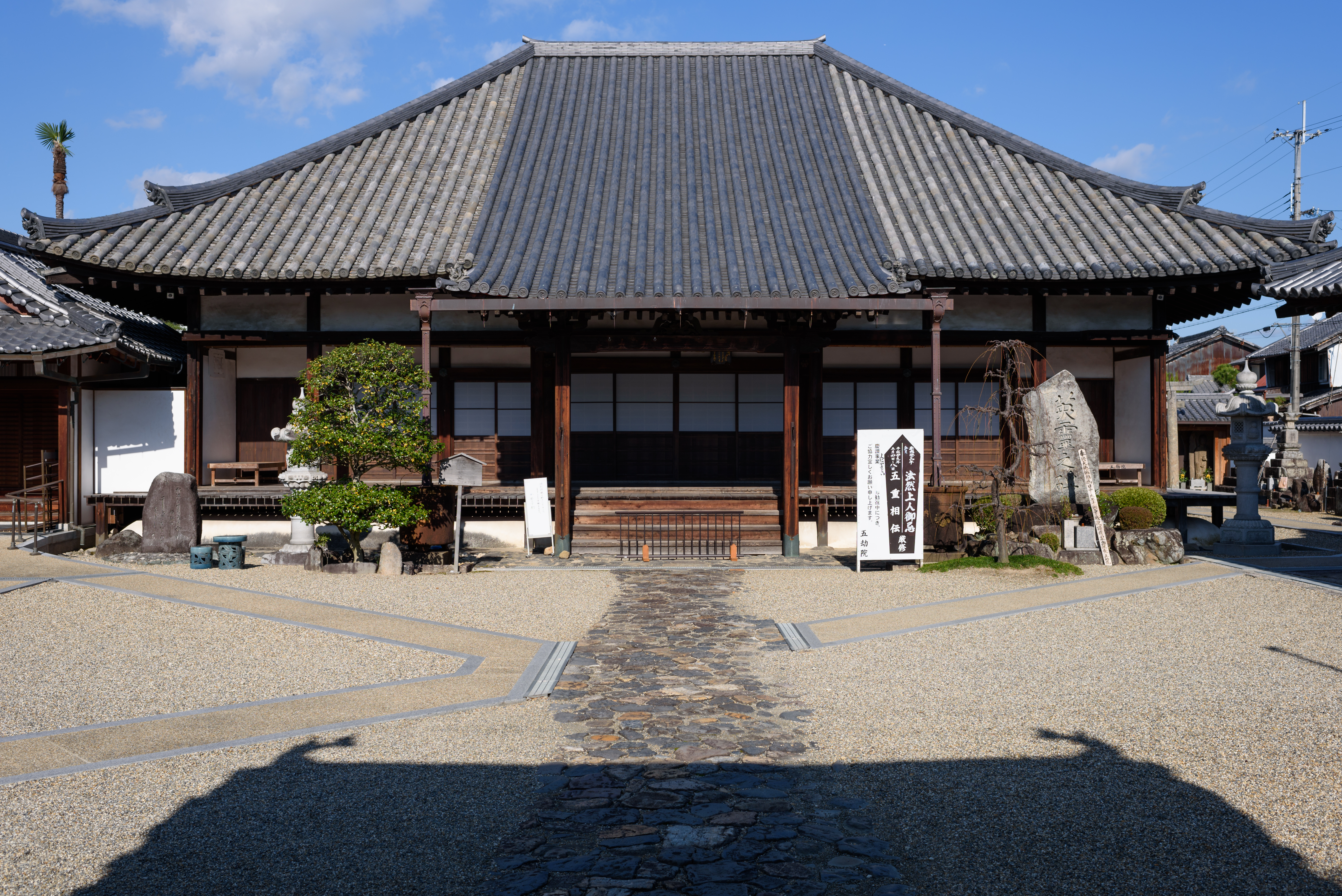
本堂

五劫院（ごこういん）は、奈良県奈良市北御門町にある華厳宗の寺院。東大寺末。山号は思惟山。拝観は予約制。

## 開基
- 重源 - 中国から将来した五劫思惟阿弥陀仏像（本尊）を安置した一寺が始まりとされる。

## 本尊
- 木造五劫思惟阿弥陀如来坐像（鎌倉時代、重要文化財） - 螺髪が長く伸びた独特の造形がなされている。毎年8月初めに開扉される。

## 交通
- 近鉄奈良線奈良駅から、青山住宅行きバスに乗り、「今在家」停留所で下車、徒歩3分。　（東大寺正倉院より北へ徒歩10分）